# غرانت ديكر
غرانت ديكر (بالإنجليزية: Grant Decker)‏ هو سياسي أمريكي، ولد في 4 فبراير 1814 في ساسكس في الولايات المتحدة، وتوفي في 30 يوليو 1890 في فلينت في الولايات المتحدة.